# Antonio Nocerino
Antonio Nocerino (Nàpols, Província de Nàpols, Itàlia, 9 d'abril de 1985), és un exfutbolista italià que jugava de migcampista.